# Фронтале (Сондрио)
Фронтале је насеље у Италији у округу Сондрио, региону Ломбардија.
Према процени из 2011. у насељу је живело 405 становника. Насеље се налази на надморској висини од 1193 м.